# Canon EOS D60
La Canon EOS D60 è una fotocamera reflex digitale (DSLR) prodotta dalla Canon, presentata il 22 febbraio 2002.

## Caratteristiche
La EOS D60, da non confondere con la Canon EOS 60D o con la Nikon D60, ha un sensore di 6,3 milioni di pixel. La sensibilità ISO può essere estesa da 100 fino a 1000. La fotocamera pesa 780 grammi; la velocità di scatto è di 3 fotogrammi al secondo.